# Goodyera schlechtendaliana
Goodyera schlechtendaliana är en orkidéart som beskrevs av Heinrich Gustav Reichenbach. Goodyera schlechtendaliana ingår i släktet knärötter, och familjen orkidéer. Inga underarter finns listade i Catalogue of Life.

## Bildgalleri

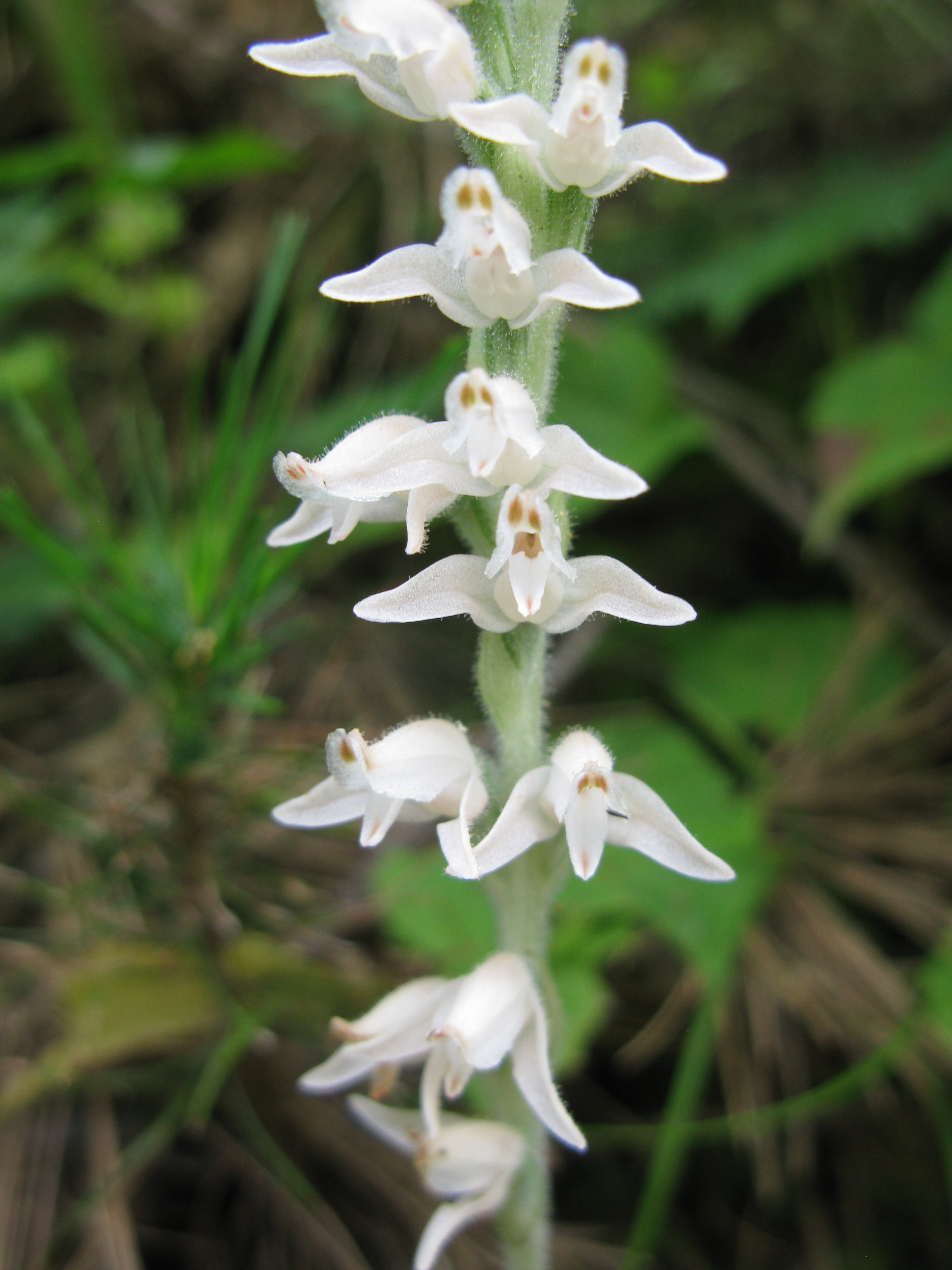
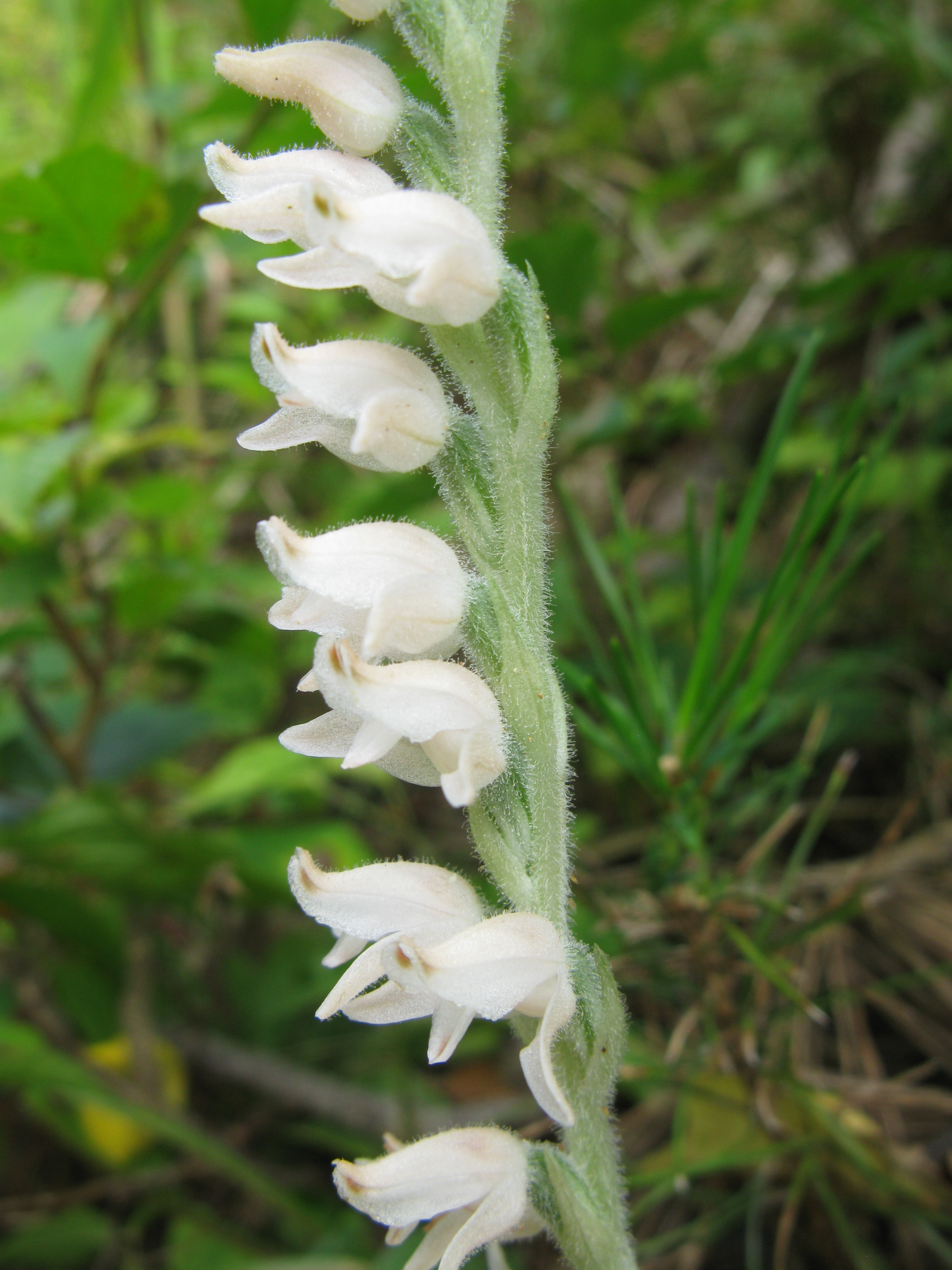
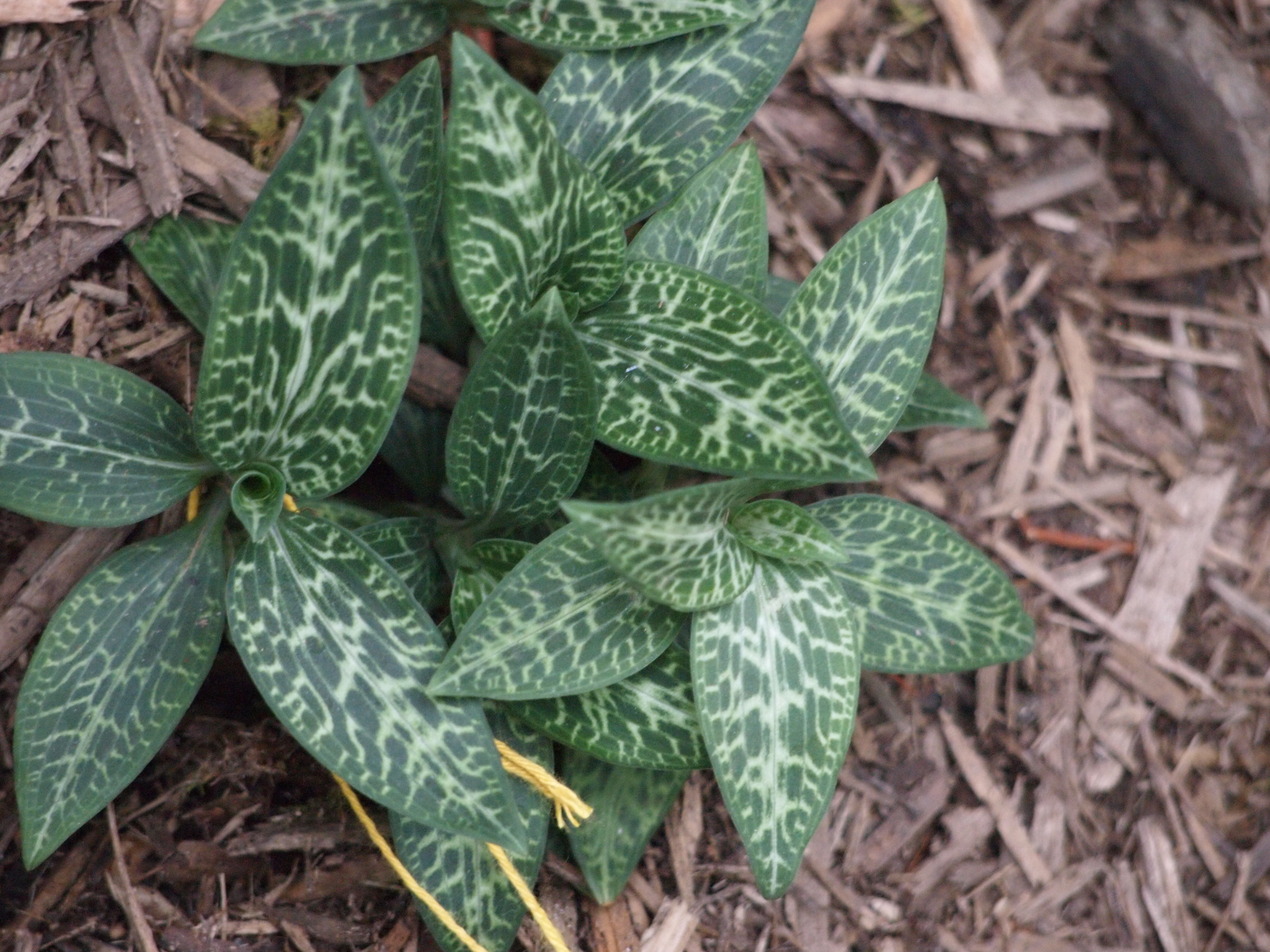
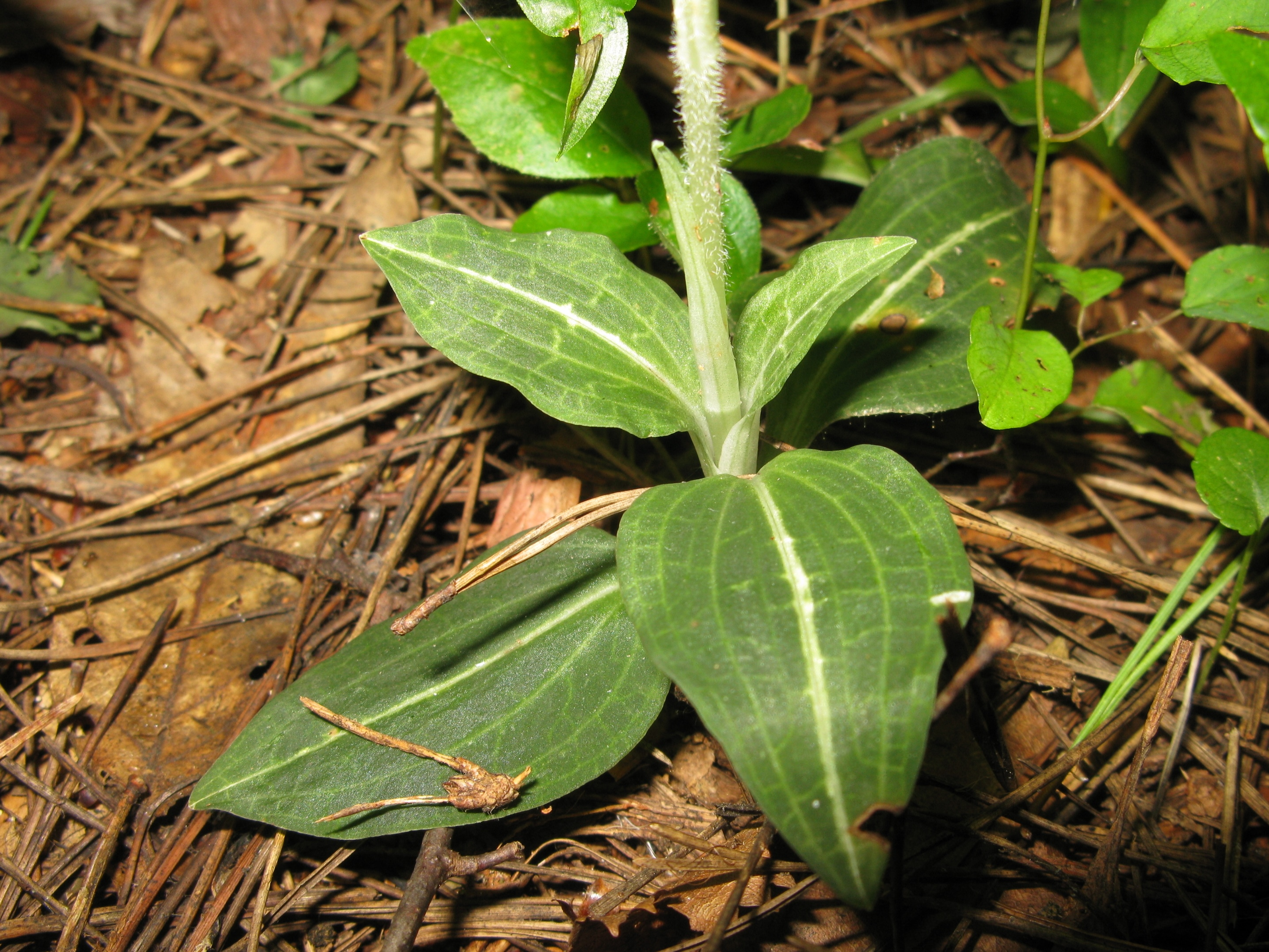